# AVPU
Шкала AVPU — спрощений варіант шкали ком Глазго
Шкала адаптована для застосування у військовій медицині, коли потрібно швидко дати оцінку стану пораненого. Проте, при масових травмах у мирний час, парамедики ЕМД теж застосовують цю шкалу.
Зміни у оцінці свідомості постраждалого за шкалою AVPU можуть свідчити про зміни стану його здоров'я, особливо якщо потерпілий отримав поранення голови.

## Значення
A (alert – притомний) поранений дієздатний, знаходиться в ясній свідомості (може бути розгубленим чи дезорієнтованим), знає хто він є, дату, де він знаходиться, що сталося.
V (verbal, voice - голос) — поранений не усвідомлює того, що відбувається, але все-таки відповідає на вербальні (голосові) команди.
P (pain - біль) — поранений реагує на біль, але не на словесні накази.
U (unresponsive - не реагує) — поранений непритомний, не реагує на накази та біль.
Шкала AVPU переводиться у шкалу коми Глазго:
- A – притомний — 15 балів
- V – реакція на голос — 12 балів
- P – реакція на біль — 8 балів
- U – не реагує – 3 бали

## Методика
Потрібно перевіряти рівень свідомості пораненого приблизно кожні 15 хвилин, відмічаючи її відповідною буквою.

## Подібні шкали
- ACDU[1]
- GCS
- NVPS - Non-Verbal Pain Scale
- PAIRS - Pain and Impairment Relationship Scale
- VNVA - Verbal and Non-Verbal Anxiety Scale
- VDPS - Verbal Descriptor Pain Scale
- AAVPU - Agitation, Alert, Vocal, Pain, Unconscious
- PASS - Pain Agitation and Sedation Scale
- PLOC - Pain Locus of Control Scale
- PRSS - Pain-Related Self Statements Scale
- VAPS - verbal analog pain scale
- VDS - verbal descriptive pain scales
- VPS - verbal pain scale[2]